# Чиж
Чиж (слч. Číž) насељено је мјесто са административним статусом сеоске општине (слч. obec) у округу Римавска Собота, у Банскобистричком крају, Словачка Република.

## Становништво
| Година:    | 1994. | 2004.   | 2014.   | 2024.   |
| ---------- | ----- | ------- | ------- | ------- |
| Број људи: | 682   | 707     | 669     | 683     |
| Разлика:   |       | +3,66 % | -5,37 % | +2,09 % |

| Година:    | 2023. | 2024.   |
| ---------- | ----- | ------- |
| Број људи: | 682   | 683     |
| Разлика:   |       | +0,14 % |

Према подацима о броју становника из 2011. године насеље је имало 666 становника.